# Guernea coalita
Guernea coalita är en kräftdjursart som först beskrevs av Norman 1868.  Guernea coalita ingår i släktet Guernea och familjen Dexaminidae. Inga underarter finns listade i Catalogue of Life.